# BMW Z4
O Z4 é um automóvel roadster, de tração traseira, fabricado pela BMW. É a última linha de roadsters fabricados pela BMW, tal como o BMW Z1, BMW 507, BMW Z8 e o BMW Z3, sendo o último seu antecessor. A produção da primeira geração iniciou-se em 2002 na fábrica em Greer, Carolina do Sul, nos Estados Unidos. A segunda geração começou a ser produzida em 2009, na fábrica em Ratisbona, na Alemanha e deixou de ser produzida em agosto de 2016.

## Primeira geração
A primeira geração do BMW Z4 foi denominada E85 na forma roadster e E86 na forma coupé. Foi desenhada pelo desenhista dinamarquês Anders Warming entre 1998 e 2000. O Z4 foi introduzido no Salão do Automóvel de Paris em 2002, começando a ser fabricado em setembro do mesmo ano. É o sucessor do Z3, sendo maior e completamente redesenhado, também utilizando uma suspensão mais avançada, a multilink. Inicialmente era só disponível na versão roadster, com um motor 6 cilindros em linha de 2.5L ou 3.0L. A melhoria da aerodinâmica do modelo permitiu um coeficiente de arrasto (Cx) de 0.35.
O BMW Z4 utiliza materiais mais leves que o Z3 para compensar o aumento do tamanho, como um capô de alumínio e teto de magnésio. O uso de pneus run-flat eliminou a necessidade de um estepe, o que, além de diminuir o peso, aumentou a capacidade do porta-malas.
A gama de motores 6 cilindros foram inteiramente construídos em alumínio, com duplo comando de válvulas variável. Novas tecnologias de segurança como freio a disco nas 4 rodas, ABS, controle eletrônico de estabilidade e controle de tração foram implementadas. A direção assistida elétrica é sensível à velocidade, permitindo manobras mais fáceis a baixas velocidades.

### Z4 Coupé (E86)

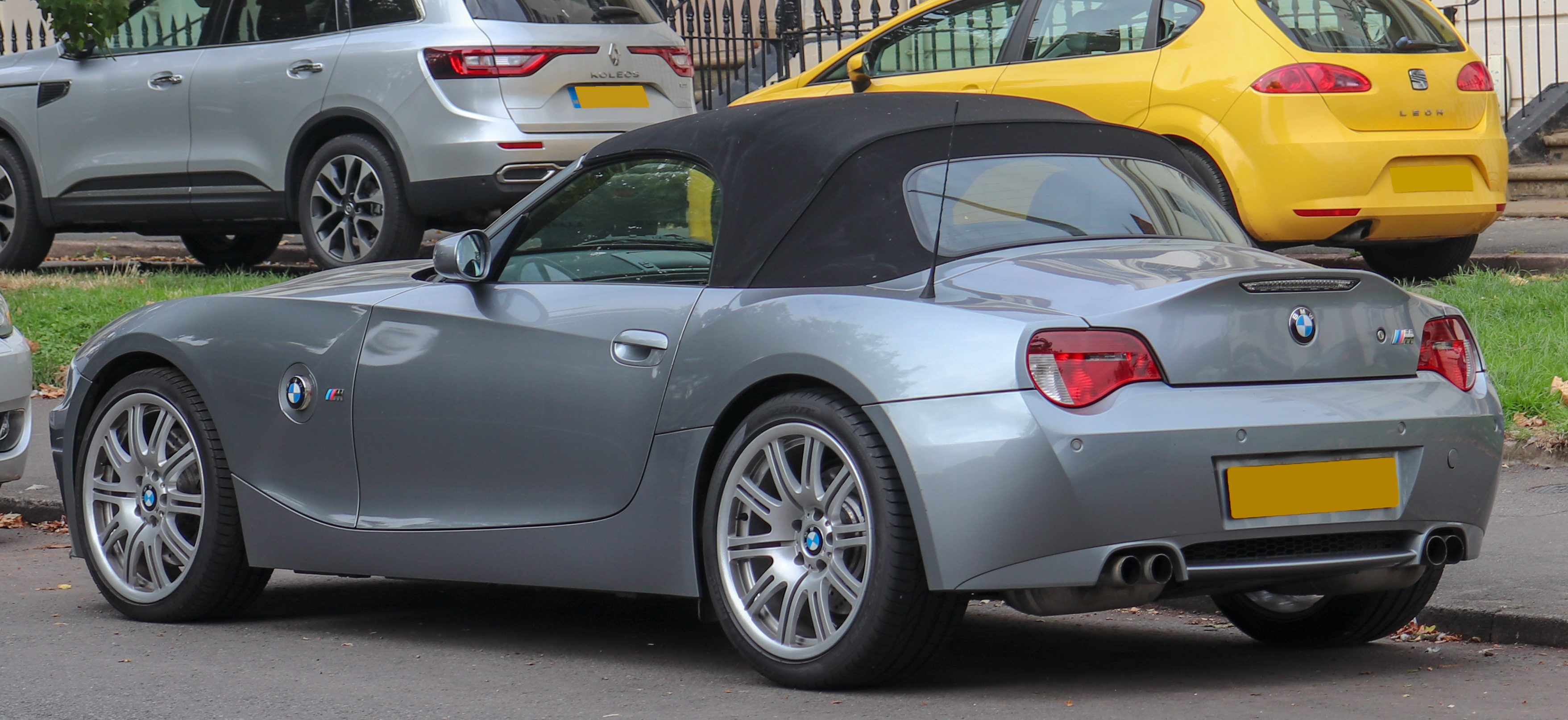
Traseira do Z4 coupé

A BMW revelou o conceito da versão coupé do Z4 no Salão do automóvel de Frankfurt em 2005. No mesmo ano, a BMW anunciou que essa versão entraria em produção, esta começou a partir de abril de 2006. Graças a ausência de um teto descapotável, o Z4 coupé apresenta 290 litros de capacidade no porta-malas, contra os 240 litros do roadster. Graças ao teto fixo, o E86 produz uma rigidez torcional adicional — 32,000 N·m por grau de torção do corpo comparados a 14,500 N·m do roadster. Essa dureza adicional melhorou a dinâmica de condução e a capacidade de viragem numa curva. O teto apresenta um contorno denominado "bolha dupla", que serve como um auxílio aerodinâmico e oferece mais espaço do que o roadster com a capota fechada. A linha traseira do coupé inclui uma janela traseira fastback que desce até um spoiler fixo para entregar downforce no eixo traseiro em altas velocidades.
12.819 unidades do Z4 coupé E86 foram produzidas, mais as 4.275 do Z4M, totalizando 17.094 unidades produzidas da versão coupé.

### Especificações
| Modelo      | Fabricação | Motorização          | Peso     | 0–100 km/h | Potência           | Torque              |
| ----------- | ---------- | -------------------- | -------- | ---------- | ------------------ | ------------------- |
| 2.0i        | 2005–2008  | 4 em linha, 1.995 cc | 1.295 kg | 8,2s       | 150 cv @ 6.200 rpm | 200 N·m @ 3.600 rpm |
| 2.2i        | 2003–2005  | 6 em linha, 2.171 cc | 1.330 kg | 7,7s       | 170 cv @ 6.250 rpm | 210 N·m @ 3.500 rpm |
| 2.5i        | 2003–2005  | 6 em linha, 2.494 cc | 1.335 kg | 7,0s       | 192 cv @ 6.000 rpm | 245 N·m @ 3.500 rpm |
| 2.5i        | 2006–2008  | 6 em linha, 2.497 cc | 1.345 kg | 7,0s       | 177 cv @ 5.800 rpm | 230 N·m @ 3.500 rpm |
| 2.5si       | 2006–2008  | 6 em linha, 2.497 cc | 1.360 kg | 6,5s       | 218 cv @ 6.500 rpm | 250 N·m @ 2.750 rpm |
| 3.0i        | 2003–2005  | 6 em linha, 2.979 cc | 1.365 kg | 5,9s       | 231 cv @ 5.900 rpm | 300 N·m @ 3.500 rpm |
| 3.0i        | 2006–2008  | 6 em linha, 2.996 cc | 1.370 kg | 6,2s       | 218 cv @ 6.250 rpm | 250 N·m @ 2.750 rpm |
| 3.0si (E85) | 2006–2008  | 6 em linha, 2.996 cc | 1.400 kg | 5,6s       | 265 cv @ 6.600 rpm | 315 N·m @ 2.750 rpm |
| 3.0si (E86) | 2006–2008  | 6 em linha, 2.996 cc | 1.395 kg | 5,6s       | 265 cv @ 6.600 rpm | 315 N·m @ 2.750 rpm |
| M (E85)     | 2006–2008  | 6 em linha, 3,246 cc | 1.450 kg | 5,0s       | 343 cv @ 7.900 rpm | 365 N·m @ 4.900 rpm |
| M (E86)     | 2006–2008  | 6 em linha, 3,246 cc | 1.470 kg | 5,0s       | 343 cv @ 7.900 rpm | 365 N·m @ 4.900 rpm |

Nota: Todos os motores são a gasolina. A potência e o torque podem ter valores ligeiramente diferentes entre os motores europeus e norte-americanos.

## Segunda geração
A segunda geração do Z4 (denominada E89) foi anunciada em 13 de dezembro de 2008, sendo revelado no Salão Internacional de Automóvel Norte Americano em 2009. Agora, o teto dobrável do roadster era rígido igual ao seu rival, o Mercedes-Benz SLK, ao invés de de utilizar uma capota como no E85. Inicialmente, a opção de motor 4 cilindros não existia, sendo reintroduzida pela BMW em 2011 com duas versões equipadas com motor 2 litros e 4 cilindros. Diferente de seu antecessor, o E89 não foi fabricado na fábrica dos Estados Unidos, mas sim, na da Alemanha.

### Tecnologia

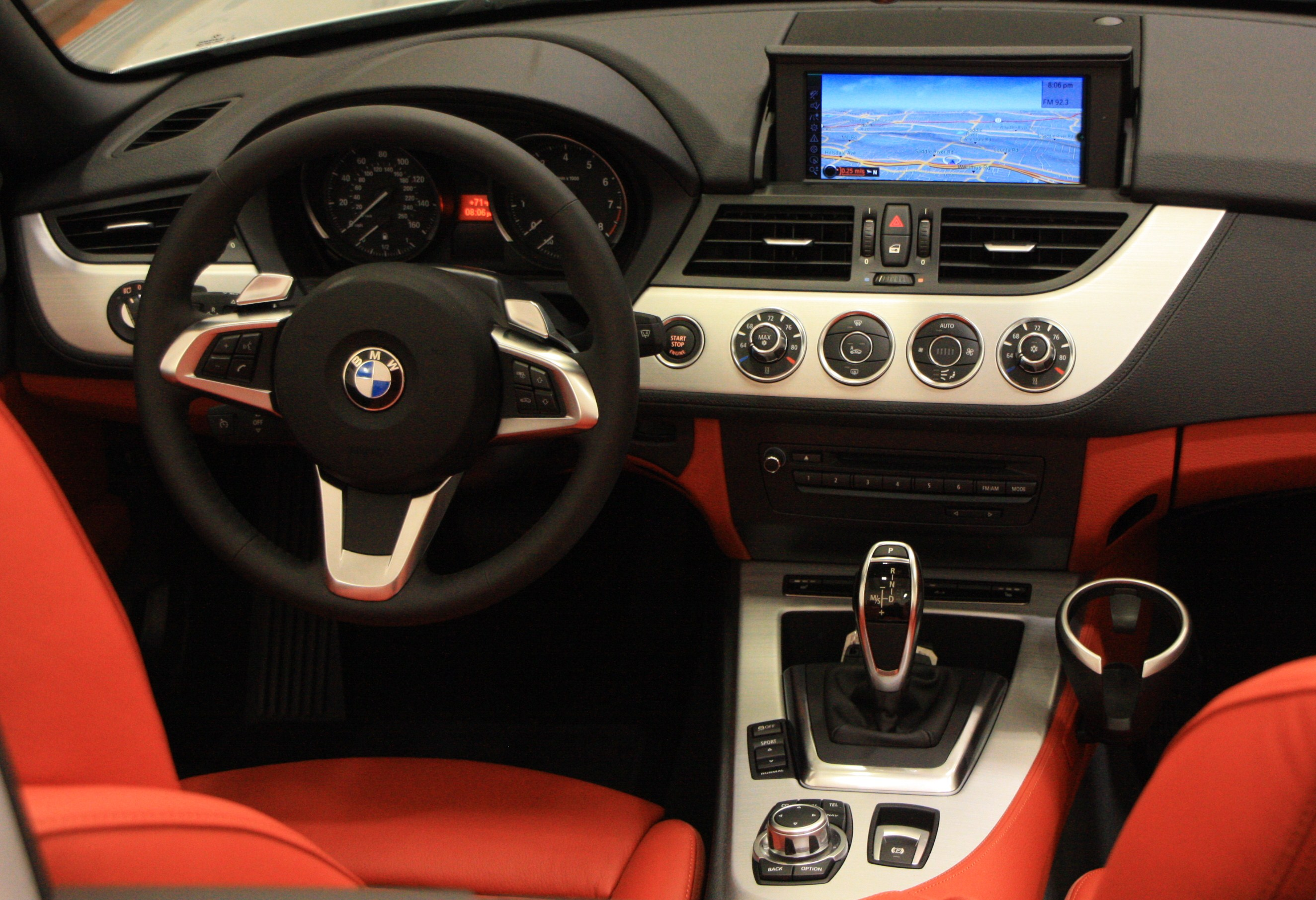
Interior do Z4 E89

No Z4 sDrive35i, a nova transmissão de 7 velocidades de dupla embreagem é de série. No 28i e 30i uma transmissão esportiva de seis velocidades com transmissão automática Steptronic é padrão, podendo-se optar por uma transmissão de seis velocidades sem custo adicional. A frenagem regenerativa EfficientDynamics é de série na maior parte dos modelos. O controle dinâmico de condução vem por padrão em todos os modelos, com 3 modos diferentes: Normal, Sport e Sport +. A suspensão esportiva da série M é opcional, que conta com um controle de amortecimento eletrônico. O freio de mão é eletro-mecânico.
Todos os Z4s vêm com ABS, incluindo a frenagem de assistência em casos de emergência e CBC de série, assim como cintos pré-tensionadores, ESP e ASR. Além disso, todos estão equipados com 4 airbags (motorista, passageiro e dois laterais). A luz de freio tem dois estágios diferentes, indicando quão forte os freios estão sendo aplicados. Há dois arcos de segurança atrás dos bancos e um pára-brisa reforçado, para proteger os ocupantes em caso de capotamento.

### Design

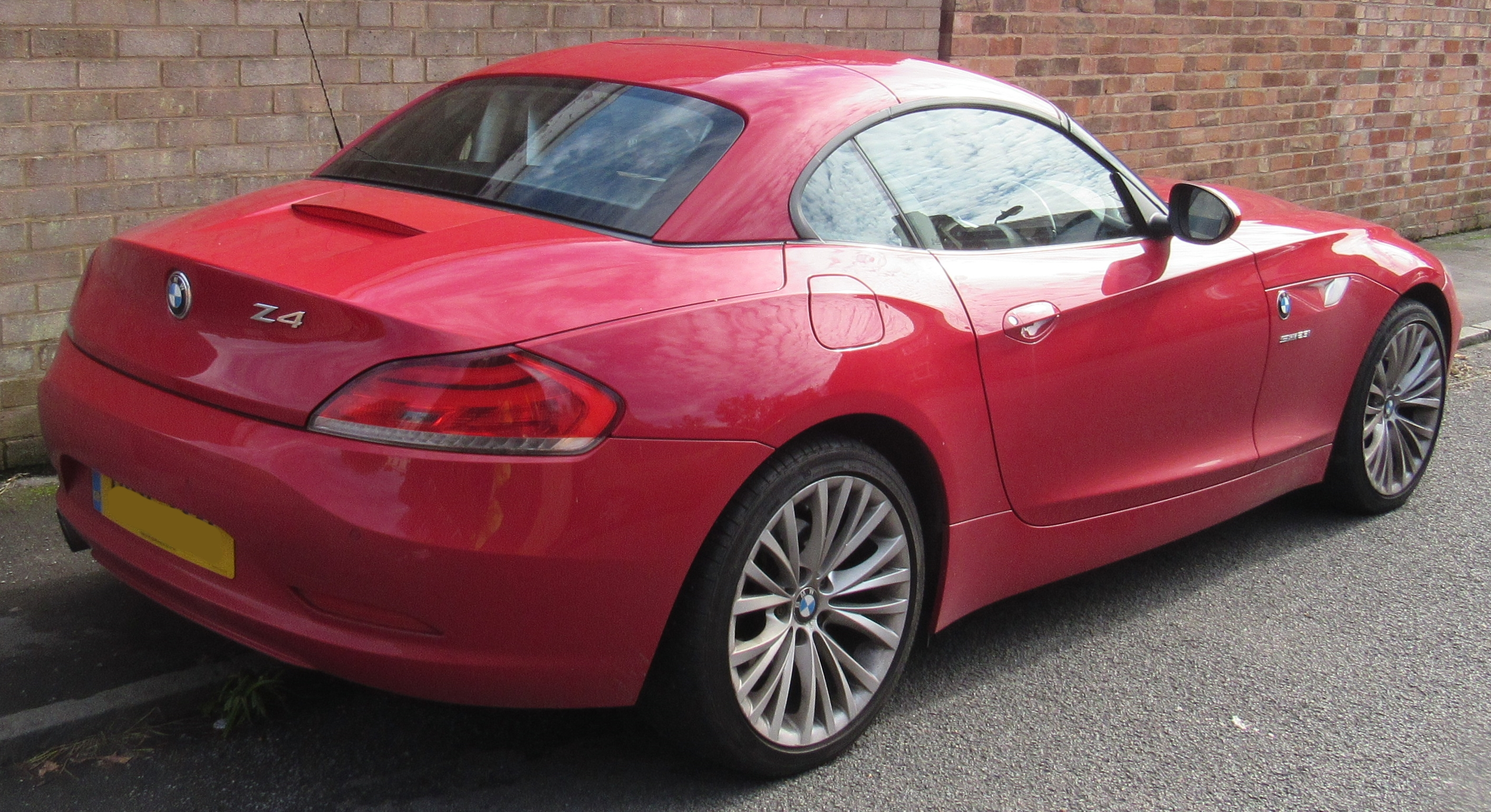
Traseira do Z4 E89

O novo Z4 apresenta um interior totalmente redesenhado pela designer Nadya Arnout, e exterior desenhado por Juliane Blasi no início de 2006. Agora que o Z4 apresenta um teto rígido, não há necessidade de duas versões diferentes (roadster e coupé), existindo apenas a versão roadster. O teto rígido é feito em alumínio leve e separado em duas peças com um sistema eletro-hidráulico, que leva 20 segundos para abaixá-lo. Com o teto abaixado, a capacidade do porta-malas é de 180 litros, com ele levantado essa capacidade sobe para 310 litros.
Comparado com a versão antiga do Z4, o novo é 148mm maior, 10mm mais largo e é significativamente mais pesado.

### Especificações[14]
| Modelo     | Fabricação  | Potência                 | Torque                                         | Notas                                                                    |
| ---------- | ----------- | ------------------------ | ---------------------------------------------- | ------------------------------------------------------------------------ |
| sDrive18i  | 2013 - 2016 | 156 cv @ 5.000 rpm       | 240 N·m @ 1.250-4.400 rpm                      |                                                                          |
| sDrive20i  | 2011 - 2016 | 184 cv @ 5.000 rpm       | 270 N·m @ 1.250-4.500 rpm                      |                                                                          |
| sDrive23i  | 2009 - 2011 | 204 cv @ 6.400 rpm       | 250 N·m @ 2.750 rpm                            | caixa de seis velocidades automática ou manual                           |
| sDrive28i  | 2011 - 2016 | 244 cv @ 5.000-6.000 rpm | 350 N·m @ 1.500-4.800 rpm                      | caixa de oito velocidades automática ou seis em manual                   |
| sDrive30i  | 2009 - 2011 | 258 cv @ 6.600 rpm       | 310 N·m @ 2.600 rpm                            | caixa de seis velocidades automática ou manual                           |
| sDrive35i  | 2009 - 2016 | 306 cv @ 5.800 rpm       | 400 N·m @ 1.300-5.000 rpm                      | caixa de sete velocidades automática dual clutch sport ou seis em manual |
| sDrive35is | 2010 - 2016 | 340 cv @ 5.800 rpm       | 450 N·m @ 1400-4500 rpm (500 N·m em overboost) | caixa de sete velocidades automática dual clutch sport                   |

O BMW Z4 sDrive35is também vem de série com um pacote esportivo ///M incluindo o pacote aerodinâmico M e suspensão adaptativa M com amortecedores controlados eletronicamente.

## Terceira geração (G29)

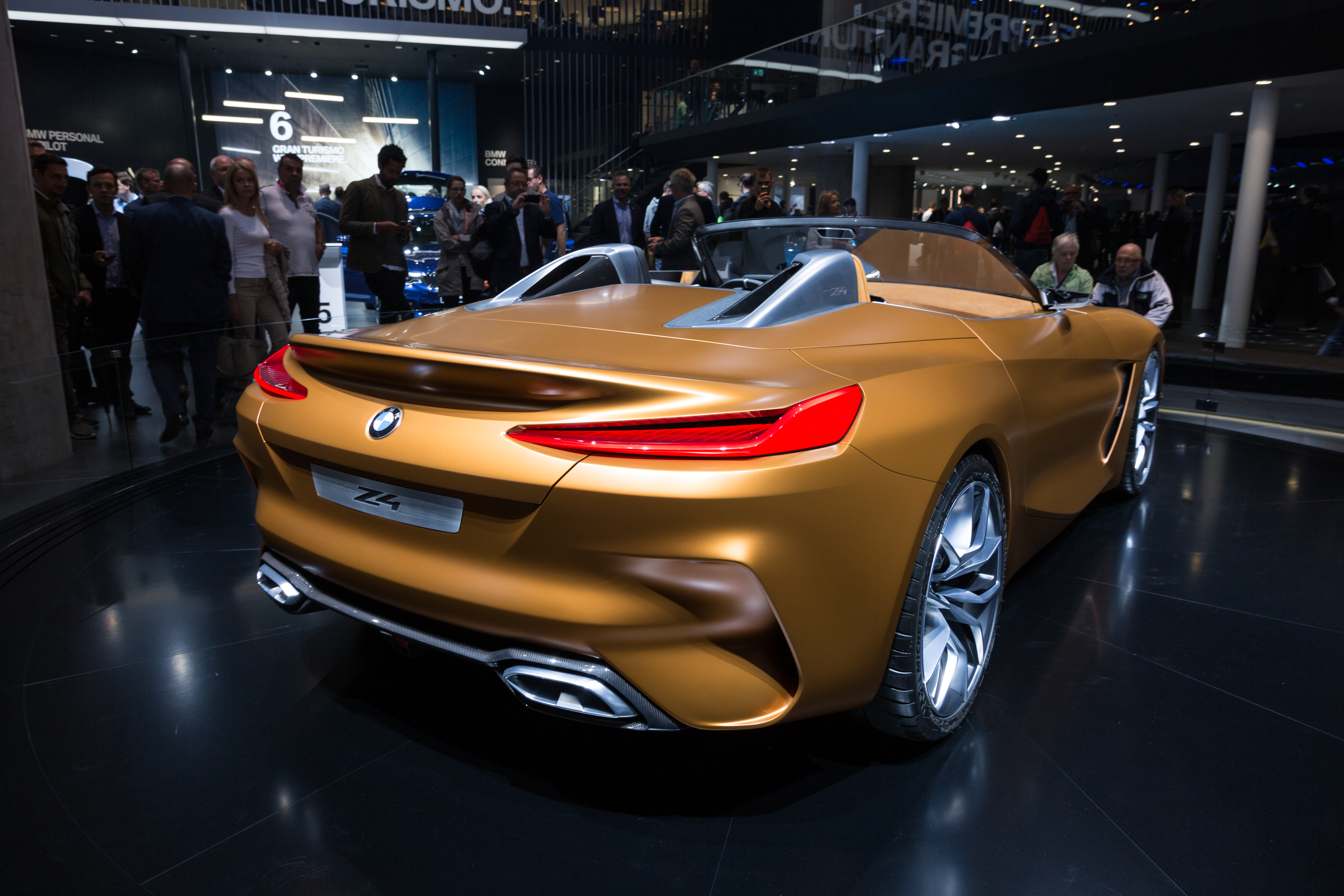
Conceito da terceira geração

## Galeria

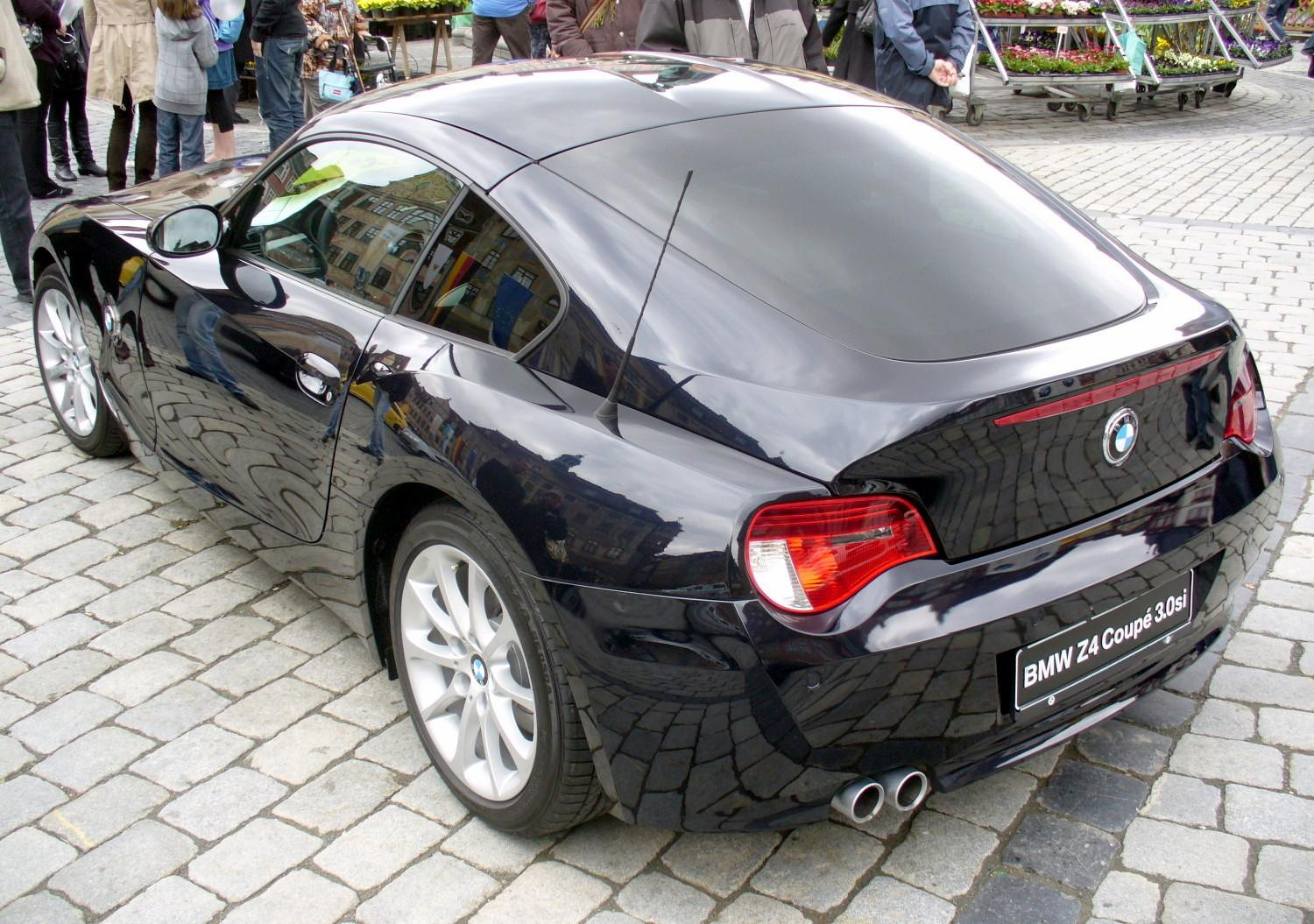
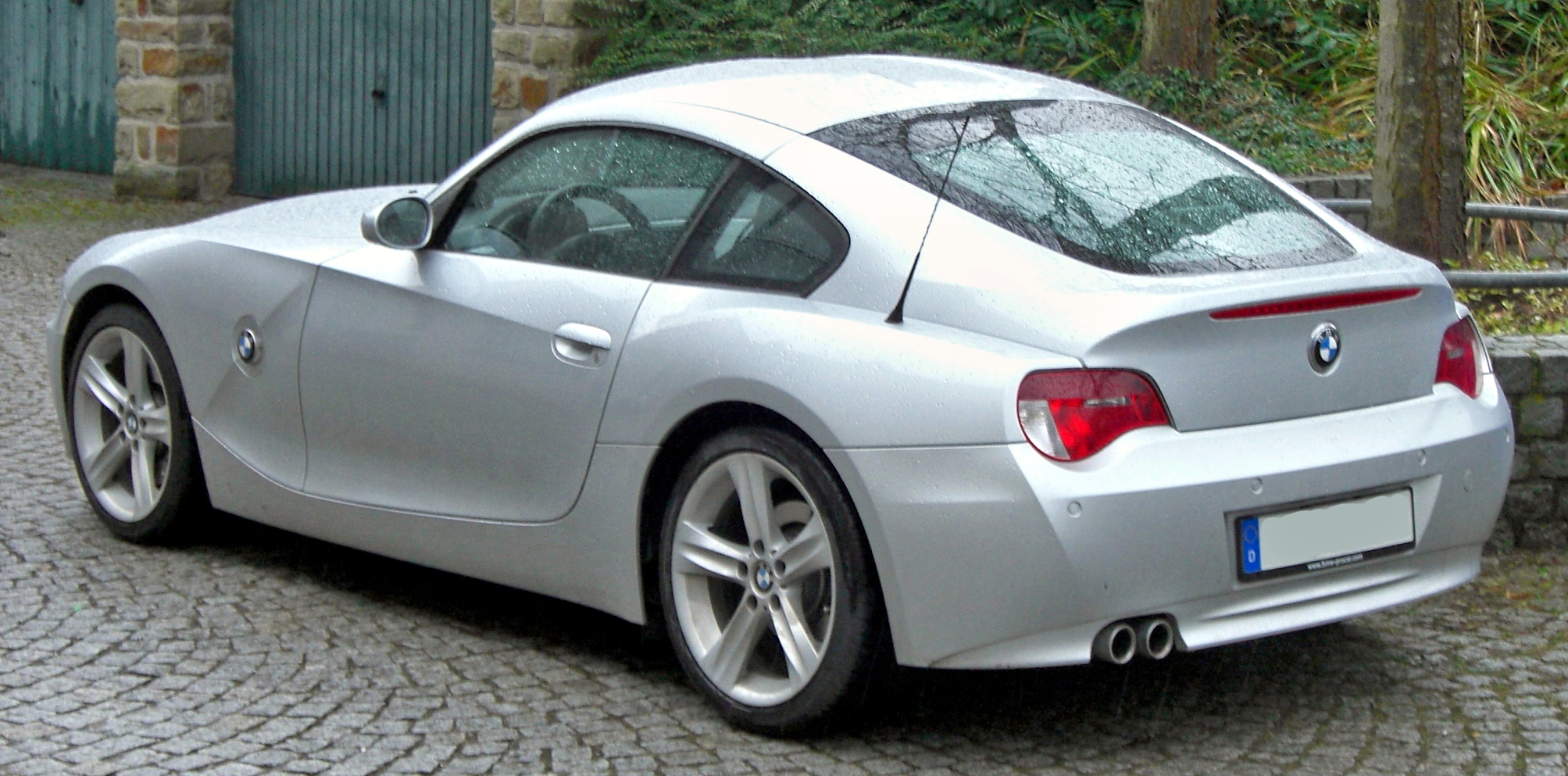
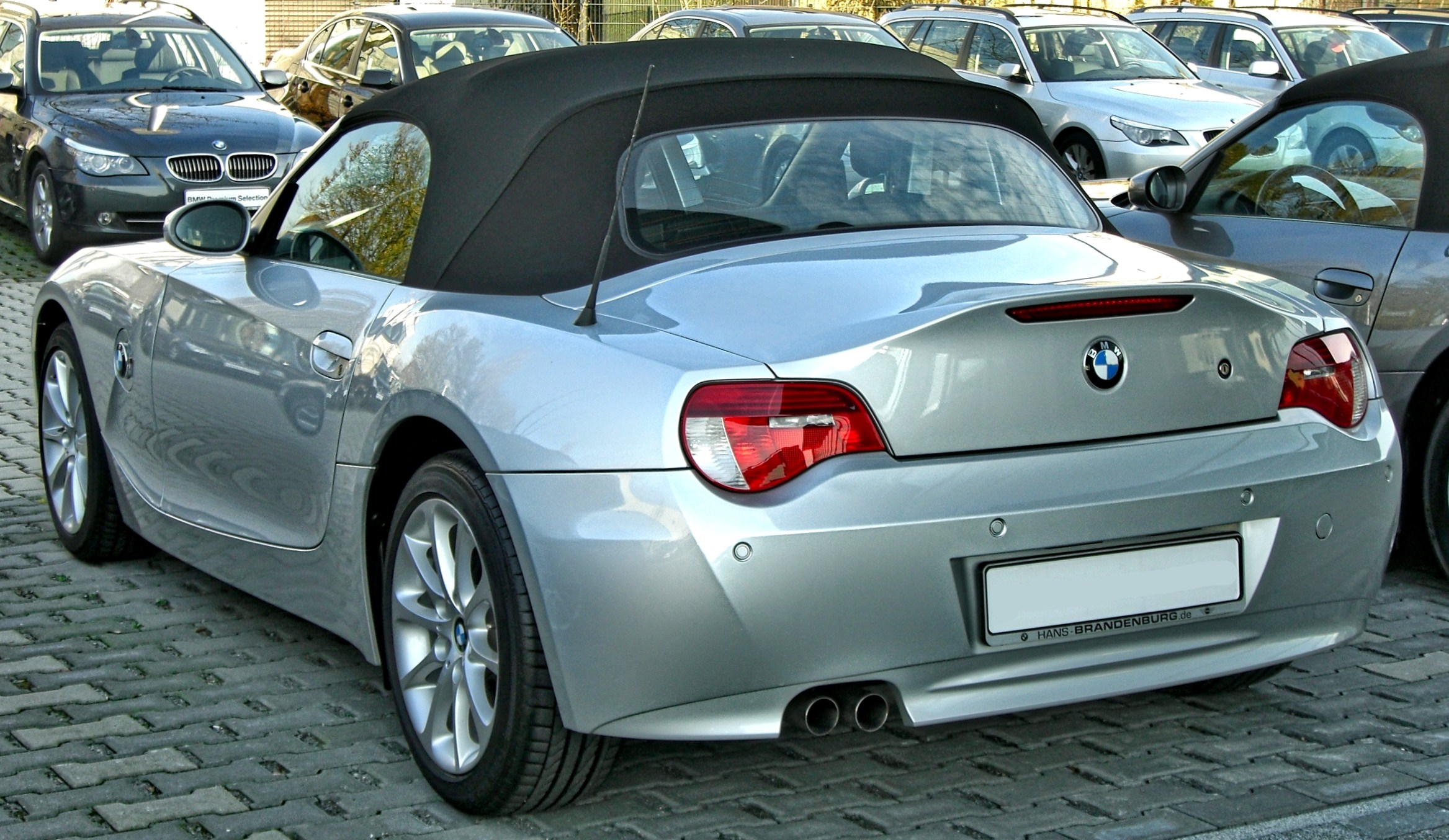
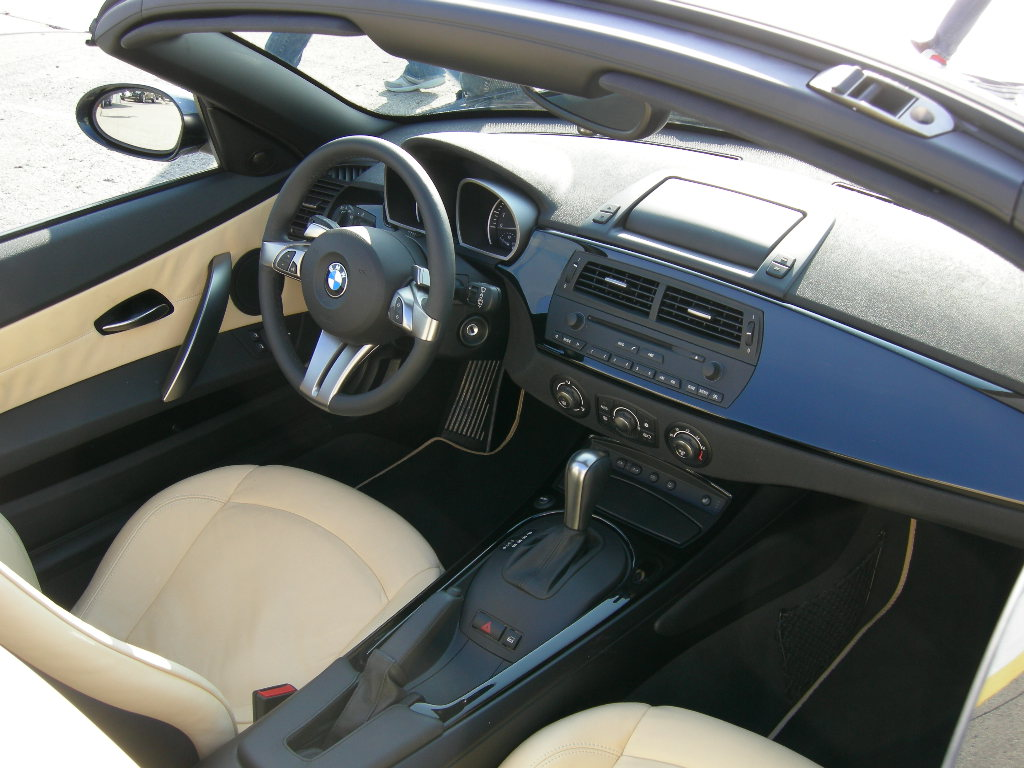
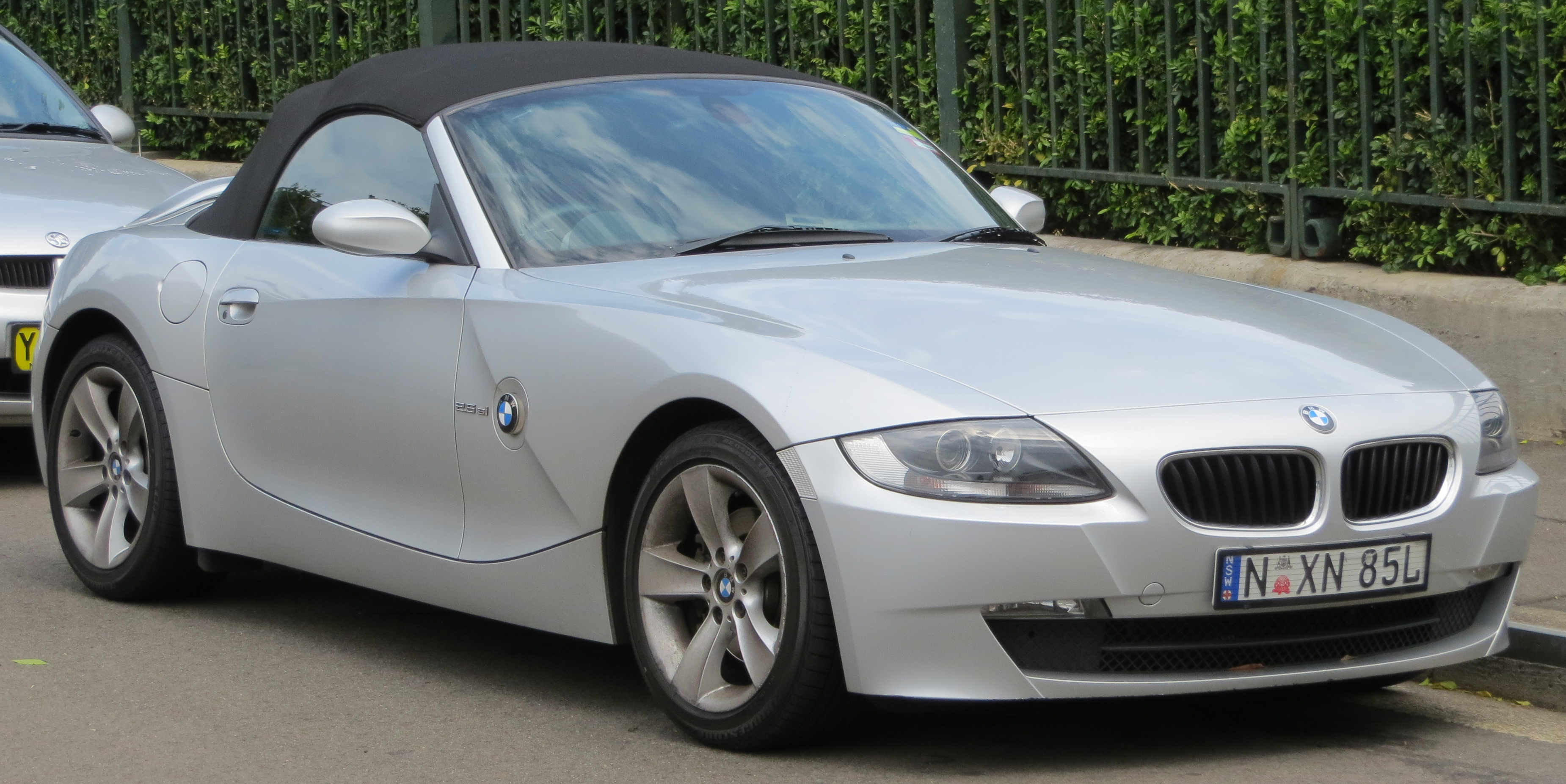

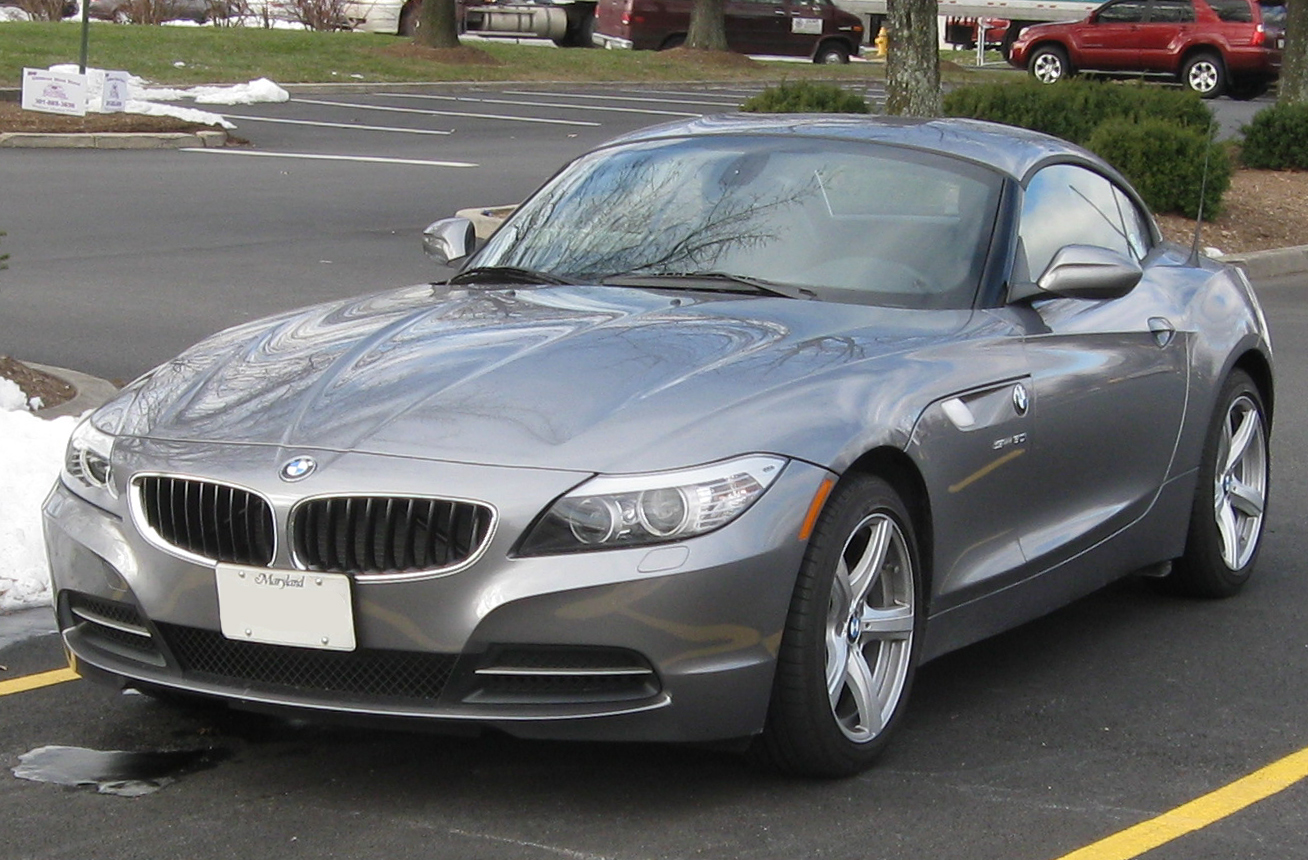
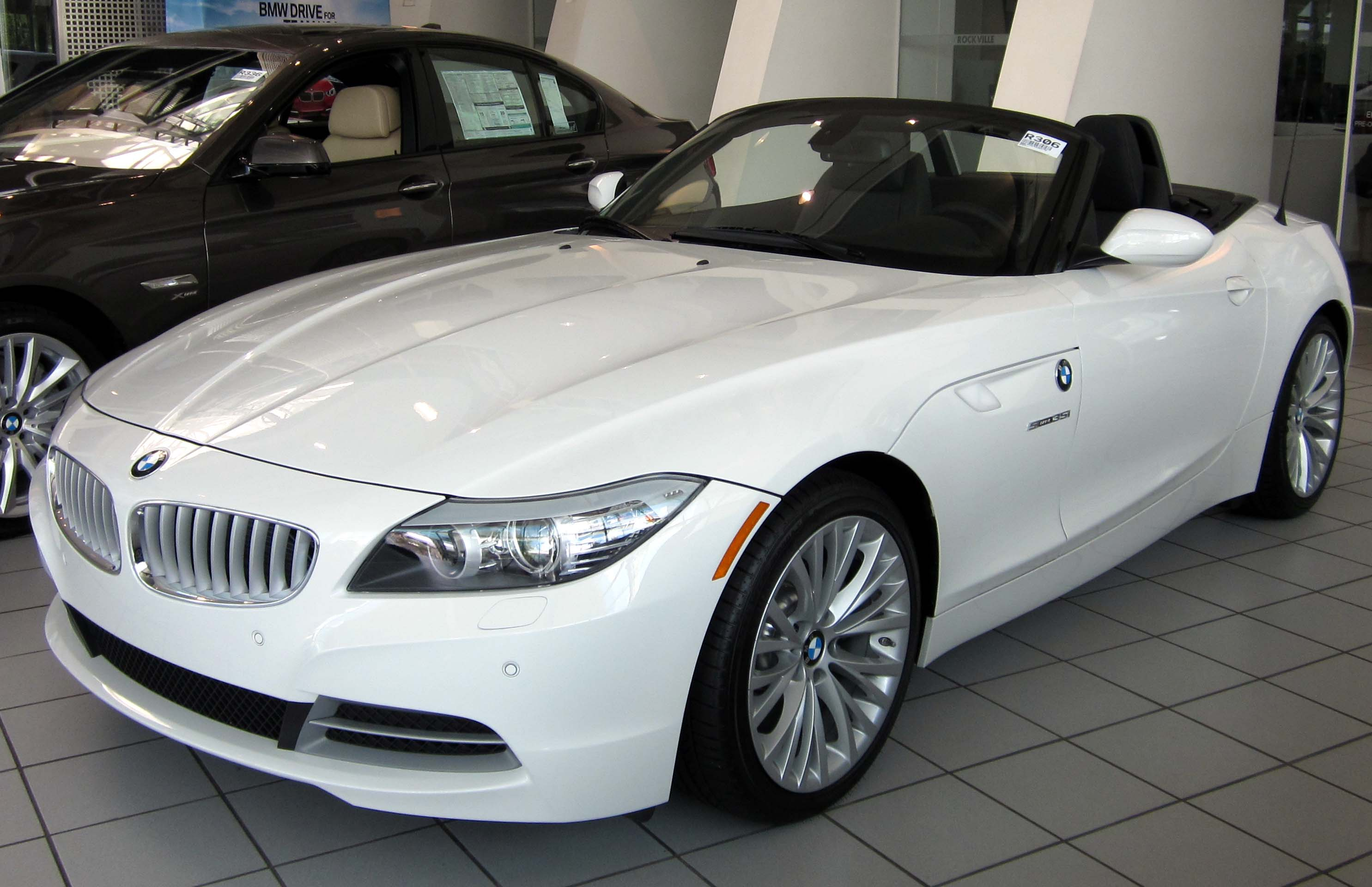
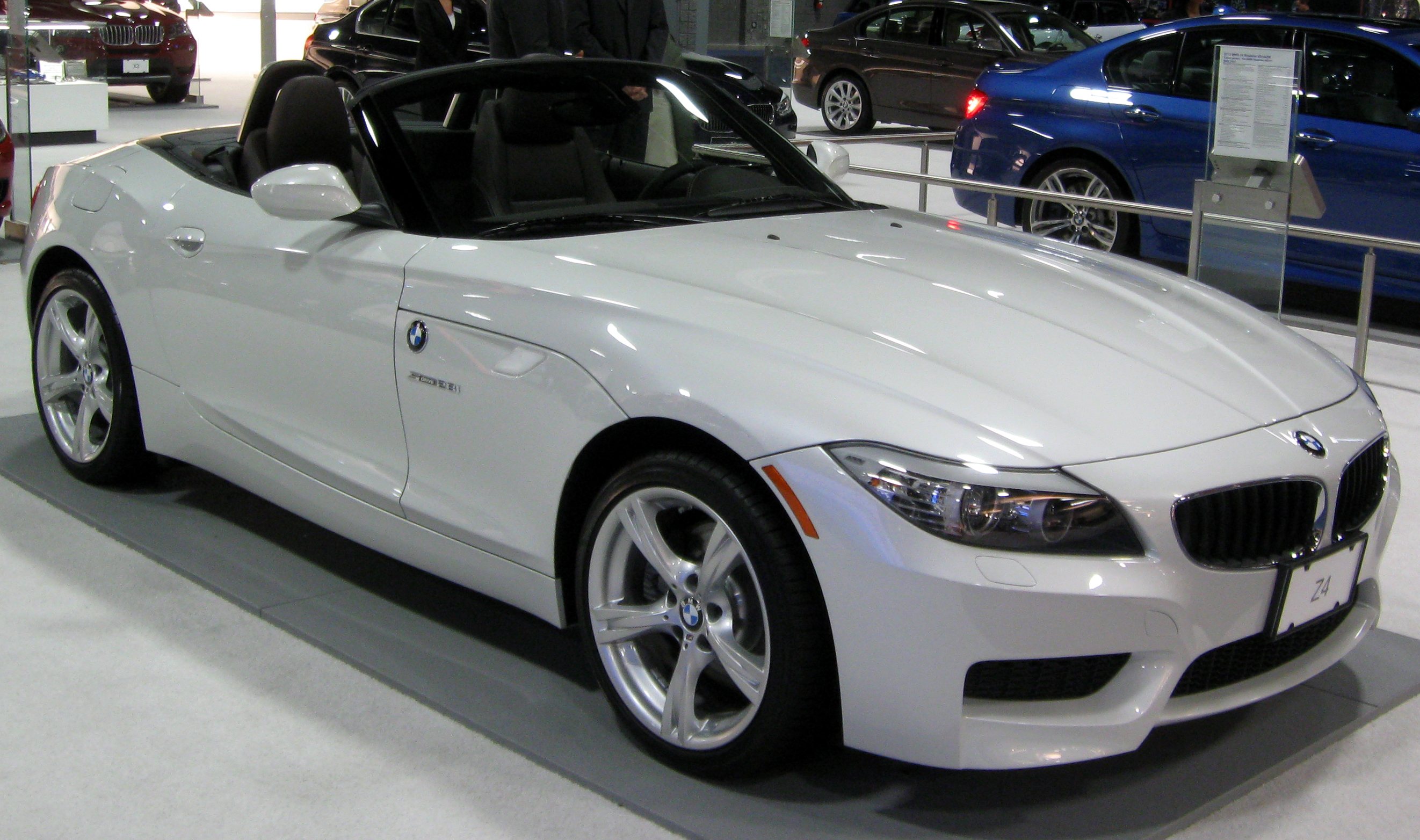
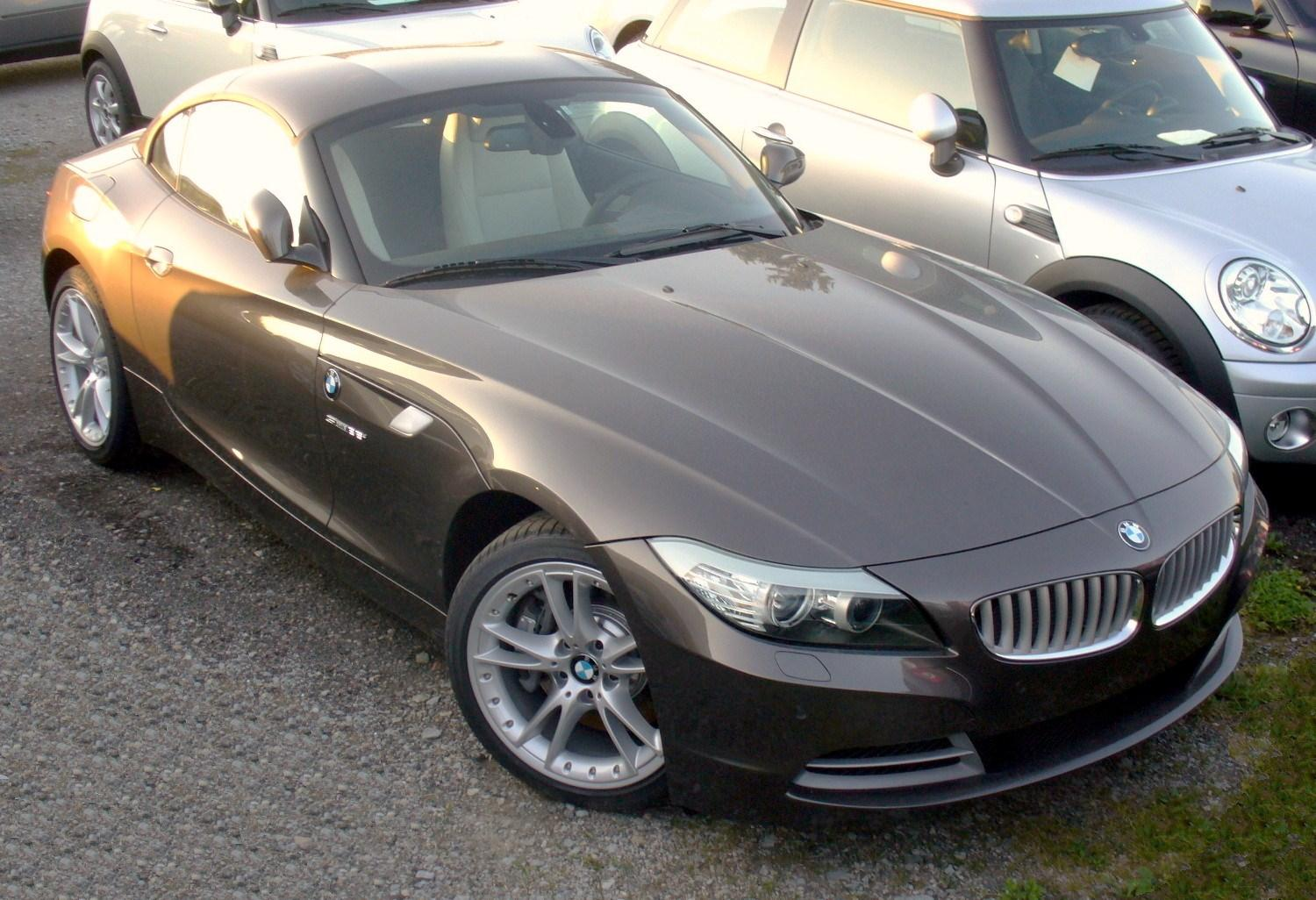
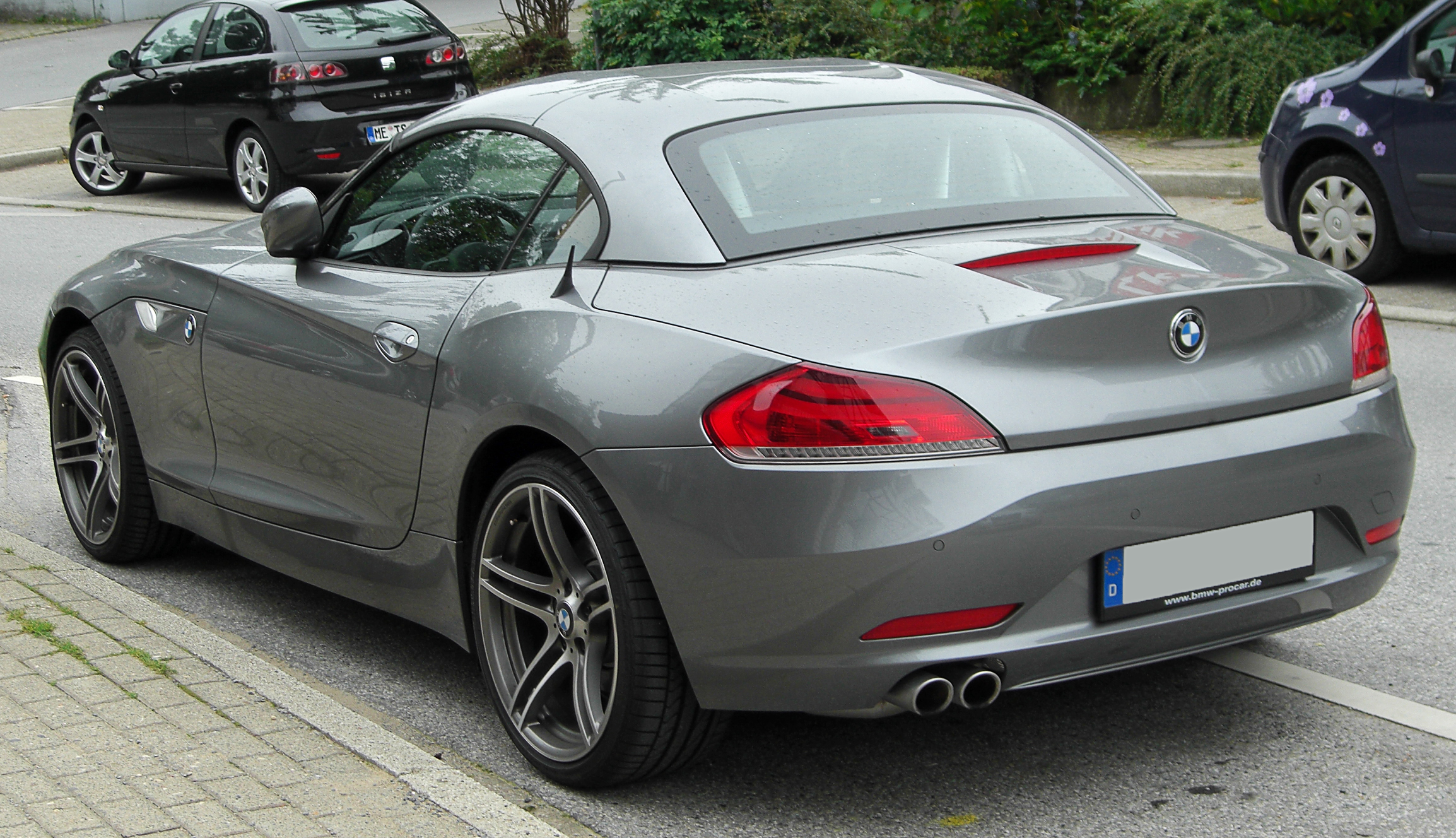